# Palmon insolens
Palmon insolens är en stekelart som först beskrevs av De Santis 1975.  Palmon insolens ingår i släktet Palmon och familjen gallglanssteklar. Inga underarter finns listade i Catalogue of Life.